# Yttre-Stortjärnen
Yttre-Stortjärnen är en sjö i Vindelns kommun i Västerbotten och ingår i Umeälvens huvudavrinningsområde. Sjön har en area på 0,147 kvadratkilometer och ligger 213 meter över havet.

## Delavrinningsområde
Yttre-Stortjärnen ingår i det delavrinningsområde (714998-166074) som SMHI kallar för Mynnar i Kroksjöbäcken. Medelhöjden är 230 meter över havet och ytan är 24,85 kvadratkilometer. Det finns inga avrinningsområden uppströms utan avrinningsområdet är högsta punkten. Illbäcken som avvattnar avrinningsområdet har biflödesordning 3, vilket innebär att vattnet flödar genom totalt 3 vattendrag innan det når havet efter 116 kilometer. Avrinningsområdet består mestadels av skog (66 procent) och sankmarker (21 procent). Avrinningsområdet har 0,46 kvadratkilometer vattenytor vilket ger det en sjöprocent på 1,8 procent.